# Osprzęt kablowy
Osprzęt kablowy – elementy do wykonywania i ochrony połączeń między kablami elektrycznymi, jak również rozgałęziania i zakończania kabli jak: mufy, głowice, złączki, końcówki, itp.
Osprzęt do łączenia tzw. kabli suchych o izolacji polietylenowej na napięcia 110 kV i wyższe wykonywany jest w postaci taśm samowulkanizujących się, ale stosuje się też wtrysk do odpowiedniej formy masy polimerowej w miejscu montażu.
W przypadku kabli o izolacji np. olejowej, gazowej czy wodnej istnieje również instalacja pomocnicza do zapewnienia odpowiednich warunków izolacji, wpływająca na koszty montażu i eksploatacji linii kablowej.
Właściwy montaż osprzętu ma zasadniczy wpływ na niezawodność eksploatacji linii.